# دوین تاونسند
دوین تاونزند (انگلیسی: Devin Garrett Townsend؛ زاده ۵ مهٔ ۱۹۷۲) یک موسیقی‌دان اهل کانادا است. وی از سال ۱۹۹۳ میلادی تاکنون مشغول فعالیت بوده‌است.